# Death by Degrees
Death by Degrees (デス バイ ディグリーズ, Desu bai Digurisu) é um jogo de ação e aventura que foi inspirado nos jogos da série Tekken. Originalmente anunciado com o título de "Nina", o seu eventual título foi escolhido como referência para os seus múltiplos graus combates de sistema. O título foi lançado pela Namco exclusivamente para o PlayStation 2 em 2005.

## Jogabilidade
O jogo é totalmente controlado pelo comando direcionais analógico. A esquerda do comando analógico é sensível ao toque, através de vários graus de exploração, ou pressionando vários botões juntos com os outros botões permite Nina caminhar, correr ou iludir. O direito stick analógico é usado para jogadas ofensivas.
O jogo é possui uma notável característica que é a possibilidade de permite a utilização de Nina para o uso de artes marciais e habilidades para quebrar os ossos de seus inimigos por meio do uso cuidadosamente destinadas aos ataques. Estes ataques fazem mais danos ao inimigo e mostram ao jogador o dano a ser infligido à estrutura esquelética do adversário. Estranhamente, este é realmente pouco para desativar opositores, já que muitas vezes continuam a utilizar membros que foram literalmente despedaçados, bem como sobreviver de golpes na cabeça que iria causar a explosão do crânio, mesmo sem perder a consciência.
Uma vez que o jogo é completado, "Anna Mode" será desbloqueado, oferecendo ao jogador a possibilidade de jogar como Anna, a irmã mais nova, de Nina. Diversos trajes podem ser desbloqueado em todo o jogo, que incluem um bikini, cocktail vestido, jumpsuit roxo, preto e prata stealth naipe. Jogando o jogo uma segunda vez causas LCD grades em todo o jogo para conter infinito abastecimento de determinadas armas, como katana infinita e infinito ferroviário-gun. Depois de completar o jogo duas vezes, o wrestling costume como visto na abertura FMV também está destravado. Um terceiro jogo claras arquivo adicionalmente disponibiliza "Nina da Tekken 2", que em vez de um disfarce é, na verdade, uma outra faciais e corporais construção, exatamente como ela aparece no título de Tekken, em baixa resolução.

## Recepção
Death by Degrees recebeu análises mistas dos críticos. Os críticos geralmente disseram que jogo possui difícil câmera de ângulos, extensa carga às vezes, o sistema de controle é o que limita todas as sequências de luta contra a utilização do stick analógico. No entanto, alguns fãs da série Tekken e da personagem aprenderam diversas como utilizar a câmara e aprendeu a utilizar a muitas combinações de luta e de armas com grande êxito.

## Corelações com Tekken
- Enrique Ortega contrata a Tekken Force para protegê-lo para oa facilitação da investigação no Kometa. Quando ele chega a Nina, ela o interrompe com vídeo de Heihachi Mishima, que reconhece ela como a maior do mundo.
- Anna Williams é um membro da Tekken Force no jogo, contratada por Heihachi Mishima.
- No vestiário do navio Kometa, há um cartaz de Julia Chang. Outros cartazes sobre a facilitação da investigação do Kometa Island mostrando um exército enlistment anúnciando a oferta de um robô "Jack", bem como uma imagem de Kazuya Mishima.